# Mina Libeer
Mina Libeer (29 december 1997) is een Belgisch judoka.

## Levensloop
Libeer was aanvankelijk actief in de gymnastiek, maar maakte op vijfjarige leeftijd de switch naar het judo. Op de wereldkampioenschappen voor junioren van 2017 in het Kroatische Zagreb behaalde Libeer brons in de gewichtsklasse -57kg. Een jaar later behaalde ze te Saarbrücken goud op het Europees kampioenschap voor junioren in deze gewichtsklasse. Eveneens in 2018 behaalde Libeer zilver op de European Open in het Wit-Russische Minsk.
Op de Grand Slam van Parijs in 2021 behaalde Libeer brons. Ze kreeg een derde strafpunt tegen de Sloveense Kaja Kajzer. Vervolgens versloeg ze in de herkansingen de Française Martha Fawaz met ippon en vervolgens diens landgenote Faiza Mokdar met waza-ari. Eveneens in 2021 behaalde ze brons op de Grand Slam van de Azerbeidzjaanse hoofdstad Bakoe. Aldaar verloor ze in de kwartfinales van thuisvechtster Ichinkhorloo Munkhtsedev. In de herkansingen versloeg ze de Duitse Caroline Fritze met een waza-ari en vervolgens de Amerikaanse Mariah Holguin met een ippon.
In 2022 behaalde ze brons in de gewichtsklasse -57kg op het Europees kampioenschap te Sofia. In de kwartfinale werd ze er verslagen door de Française Sarah Cysique, van wie Libeer op het EK van 2021 te Lissabon eveneens de strijd om brons verloor. In de herkansingen te Sofia versloeg ze vervolgens de Française Priscilla Gneto en de Duitse Pauline Starke. Eveneens in 2022 behaalde Libeer brons in de Europacup in het Portugese Coimbra. Ze verloor er in de kwartfinales van de Chinese Qi Cay. In de herkansingen versloeg ze diens landgenote Qianxi Lin en de Portugese Ana Agulhas.
In 2023 behaalde ze brons op de Grand Slam te Tel Aviv. Aldaar verloor ze op waza-ari in de finaletabel tegen de Braziliaanse Rafaele Silva. In de herkansingen versloeg ze de Turkse Ozlem Yildiz met ippon en profiteerde ze vervolgens van de diskwalificatie van de Oekraïense Daria Bilodid.
Ook werd de Gentbrugse driemaal Belgisch kampioene (2014, 2016 en 2017) in haar gewichtsklasse. Ze is aangesloten bij Judoschool Merelbeke.